# Vicente Lukban
Artykuł ten został zgłoszony do umieszczenia na stronie głównej w rubryce „Czy wiesz”.
Pomóż nam go sprawdzić: oceń zgłoszoną nominację.
Vicente Lukban (ur. 11 lutego 1860, zm. 16 listopada 1916) – filipiński polityk i wojskowy.

## Życiorys
Urodził się 11 lutego 1860 w Labo w prowincji Camarines Norte. Był synem Agustina Lukbana oraz Andrei Rilles. Podstawy edukacji uzyskał w Escuela Pia w Lucban w prowincji Tayabas. Współcześnie obszar ten jest częścią Quezonu. Następnie uczęszczał do prestiżowego manilskiego Ateneum. Podjął następnie studia prawnicze na Colegio de San Juan de Letran oraz Uniwersytecie Świętego Tomasza, również w filipińskiej stolicy. Pracował początkowo w kolonialnym wymiarze sprawiedliwości, w 1886 zajął się uprawą ziemi i handlem w Bikolu. Utworzył spółdzielnię La Cooperativa Popular, starał się wspierać poprzez nią miejscową biedotę. Część zysków z jej działalności przekazywał Katipunanowi, tajnej, wzorowanej na masonerii organizacji, której celem było wyzwolenie Filipin spod panowania hiszpańskiego. Został zresztą jej członkiem, a później także wysłannikiem do Bikolu. Aresztowany przez władze kolonialne podczas jednej ze swych konspiracyjnych podróży, został osadzony w manilskim więzieniu Bilibid. Tam też zastał go wybuch rewolucji z 1896. Wyszedł na wolność w sierpniu 1897 i natychmiast wstąpił w szeregi armii rewolucyjnej. Służył pod rozkazami generała Emilia Aguinaldo, doradzał mu w zakresie planowania działań wojennych. Po zawarciu porozumienia z Biak-na-Bato z 1897 wraz ze swym zwierzchnikiem opuścił kraj i wyemigrował do Hongkongu. Czas spędzony w owej posiadłości brytyjskiej wykorzystał na pogłębienie swej wiedzy w zakresie sztuki wojskowej. Po powrocie do ojczyzny wysłany został na front w rodzinnym Bikolu. Awansowany do stopnia pułkownika, brał również udział w wojnie filipińsko-amerykańskiej. Dowodził wojskami filipińskimi w Samar oraz Leyte, wówczas też został awansowany do stopnia generała. 31 grudnia 1899 ogłosił się gubernatorem Samar. Był jednym z dowódców filipińskich, którzy broń złożyli stosunkowo późno. Odrzucił propozycję amnestii złożoną przez generała Arthura MacArthura. 
Prawdopodobnie stał za atakiem na garnizon amerykański w Balangidze z 28 września 1901. Śmierć poniosło w nim 48 żołnierzy amerykańskich, kolejnych 22 natomiast zostało rannych. Była to największa porażka armii Stanów Zjednoczonych od czasów wojny ze Siuksami z 1876. Schwytany ostatecznie przez Amerykanów w 1902, wyszedł na wolność kilka miesięcy później. W 1912 został wybrany gubernatorem prowincji Tayabas. Pełnił tę funkcję aż do śmierci 16 listopada 1916.
Dwukrotnie żonaty, doczekał się łącznie dwanaściorga dzieci. Podobnie jak wielu innych przedstawicieli ówczesnej elity filipińskiej był wolnomularzem.